# Panegyrtes
Panegyrtes is een kevergeslacht uit de familie van de boktorren (Cerambycidae). De wetenschappelijke naam van het geslacht werd voor het eerst geldig gepubliceerd in 1868 door Thomson.

## Soorten
Panegyrtes omvat de volgende soorten:
- Panegyrtes apicale Martins & Galileo, 2005
- Panegyrtes basale Galileo & Martins, 1995
- Panegyrtes bifasciatus Breuning, 1940
- Panegyrtes clarkei Galileo & Martins, 2007
- Panegyrtes crinitus Galileo & Martins, 1995
- Panegyrtes davidsoni Martins & Galileo, 1998
- Panegyrtes delicatus Galileo & Martins, 1995
- Panegyrtes fasciatus Galileo & Martins, 1995
- Panegyrtes fraternus Galileo & Martins, 1995
- Panegyrtes lactescens Thomson, 1868
- Panegyrtes maculatissimus Galileo & Martins, 1995
- Panegyrtes porosus Galileo & Martins, 1993
- Panegyrtes pseudolactescens Breuning, 1974
- Panegyrtes scutellatus Galileo & Martins, 1995
- Panegyrtes sparsepunctatus Breuning, 1940
- Panegyrtes striatopunctatus Breuning, 1940
- Panegyrtes varicornis Breuning, 1940